# Golden Transparent
Golden Transparent es una variedad cultivar de ciruelo (Prunus domestica), de las denominadas ciruelas europeas.
una ciruela obtenida en 1890 por el horticultor Thomas Rivers en Sawbridgeworth (Herefordshire), introducida en los circuitos comerciales en 1890. Está encuadrada dentro del grupo de las Reinas Claudias. Las frutas tienen un tamaño de mediano a grande, piel gruesa, ácida, siendo el color de la piel amarillo, y pulpa de color verde amarillento, textura de pulpa firme, jugosa, dulce, con muy buen sabor.

## Sinonimia
- "Golden Transparent Gage".[5]

## Historia
'Golden Transparent' es una variedad de ciruela obtenida en 1890 por el horticultor Thomas Rivers en Sawbridgeworth (Herefordshire), mediante una polinización libre de Transparent Gage. Introducida en los circuitos comerciales en 1890. Fue galardonada con el «First Class Certificate» (Certificado de Primera Clase) por la "Royal Horticultural Society" en 1893.
'Golden Transparent' está cultivada en diversos bancos de germoplasma de cultivos vivos, tales como en National Fruit Collection (Colección Nacional de Fruta) de Reino Unido con el número de accesión: 1951-330 y Nombre Accesión : Golden Transparent. El espécimen fue recibido en el «National Fruit Trials» (Probatorio Nacional de Frutas), para evaluar sus características en 1951.

## Características
'Golden Transparent' árbol de porte extenso, moderadamente vigoroso, erguido, productivo, floración abundante. Autofértil. Flor blanca, que tiene un tiempo de floración que comienza a partir del 15 de abril con el 10% de floración, para el 20 de abril tiene una floración completa (80%), y para el 30 de abril tiene un 90% de caída de pétalos.
'Golden Transparent' tiene una talla de tamaño de mediano a grande de forma redondeada a ovalada oblonga, cavidad poco profunda, estrecha, abrupta, sutura pronunciada, una línea distinta; ápice redondeado, con peso promedio de 59.40 g; epidermis tiene una piel gruesa, ácida, siendo el color de la piel amarillo, cubierto de pruina de mediano espesor, punteado pequeño; pedúnculo glabro, con una longitud promedio de 7.56 mm, pubescente, bien adherido al fruto con la cavidad del pedúnculo estrecha y apenas pronunciada; pulpa de color verde amarillento, textura de pulpa firme, jugosa, dulce, con muy buen sabor.
Hueso no adherido, pequeño, irregular y ampliamente ovada, aplanada, áspera, ligeramente comprimida y con cuello en la base, roma o aguda en el ápice, sutura ventral estrecha, alada, sutura dorsal aguda o levemente surcada.
Su tiempo de recogida de cosecha es temprano, se inicia en su maduración en la primera decena a segunda decena de septiembre.

## Usos
Esta ciruela es una verdadera fruta dulce de "postre", más parecida al concepto de sabor que tenemos de una ciruela.